# Crítica del protestantismo

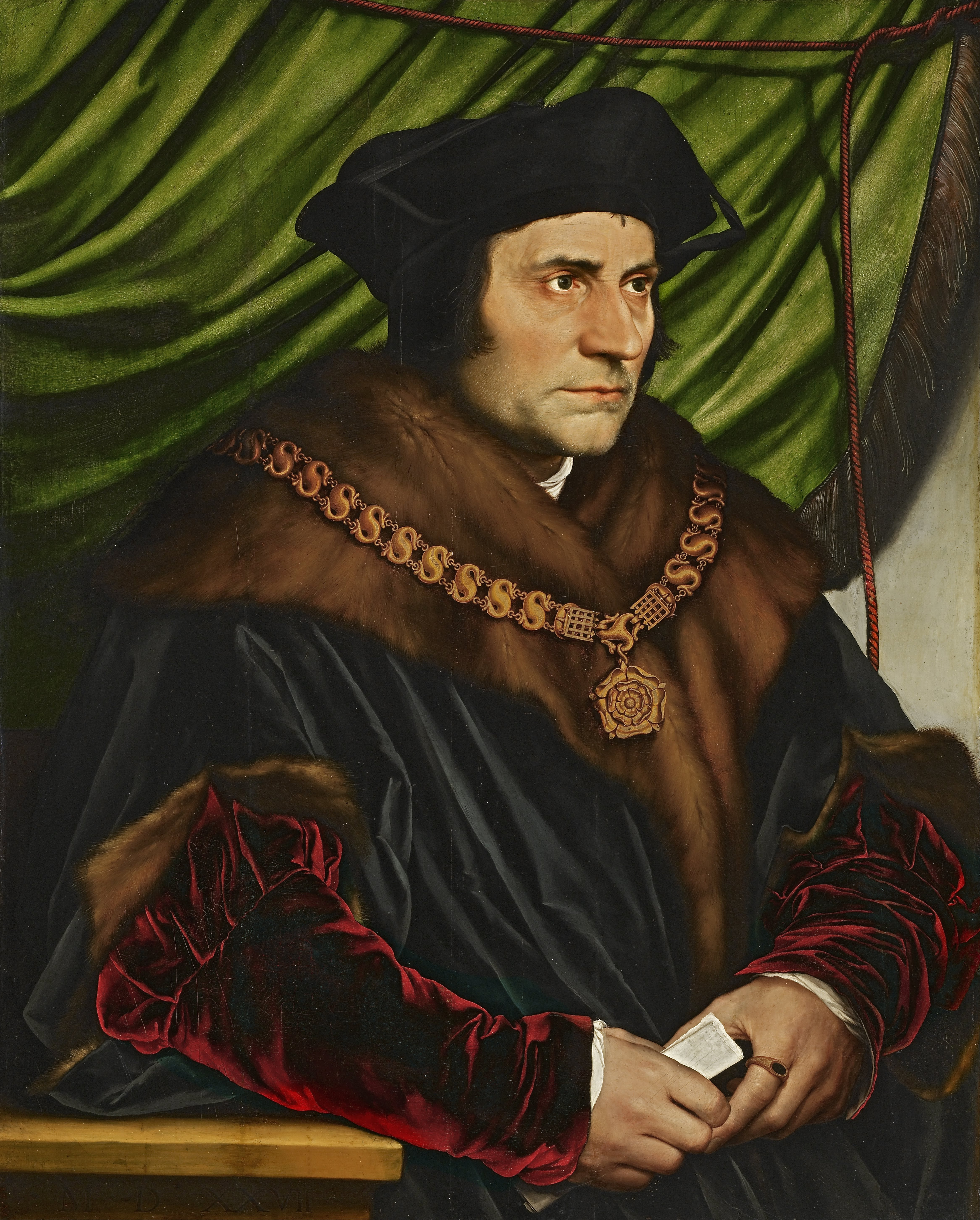
Tomás Moro fue muy crítico del protestantismo.

La crítica al protestantismo abarca las críticas y preguntas planteadas por el protestantismo, la tradición cristiana que surgió de la Reforma protestante. Mientras que los protestantes priman la fe en Cristo y en la Biblia, el protestantismo se enfrenta a las críticas, principalmente de la Iglesia católica y de algunas Iglesias ortodoxas, aunque las denominaciones protestantes también se han dedicado a la autocrítica y a criticarse mutuamente.
La crítica bíblica católica afirma que el  principio de Sola scriptura de las iglesias luteranas y reformadas es inexacto, según la doctrina católica.
Mientras la tradición católica está de acuerdo con el protestantismo en que la fe, no las obras, es necesaria para la justificación inicial, algunos eruditos protestantes contemporáneos, como N. T. Wright, afirman que, tanto la fe como las obras son necesarios para justificación. Los críticos católicos también desafían la historicidad de la Gran Apostasía, una premisa de la Reforma Protestante.[cita requerida]

## Fuentes de crítica

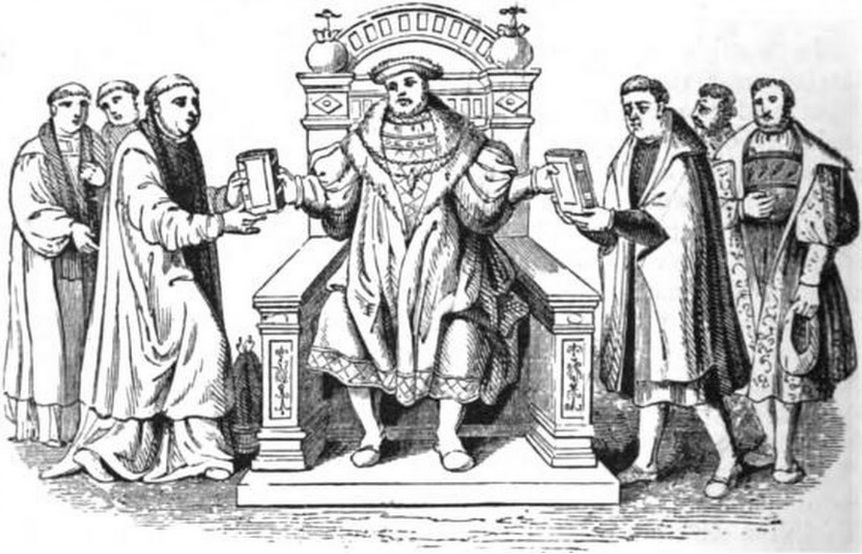
Confutatio Augustana (izquierda) y Confessio Augustana (derecha), presentadas a Carlos V

### Sola scriptura

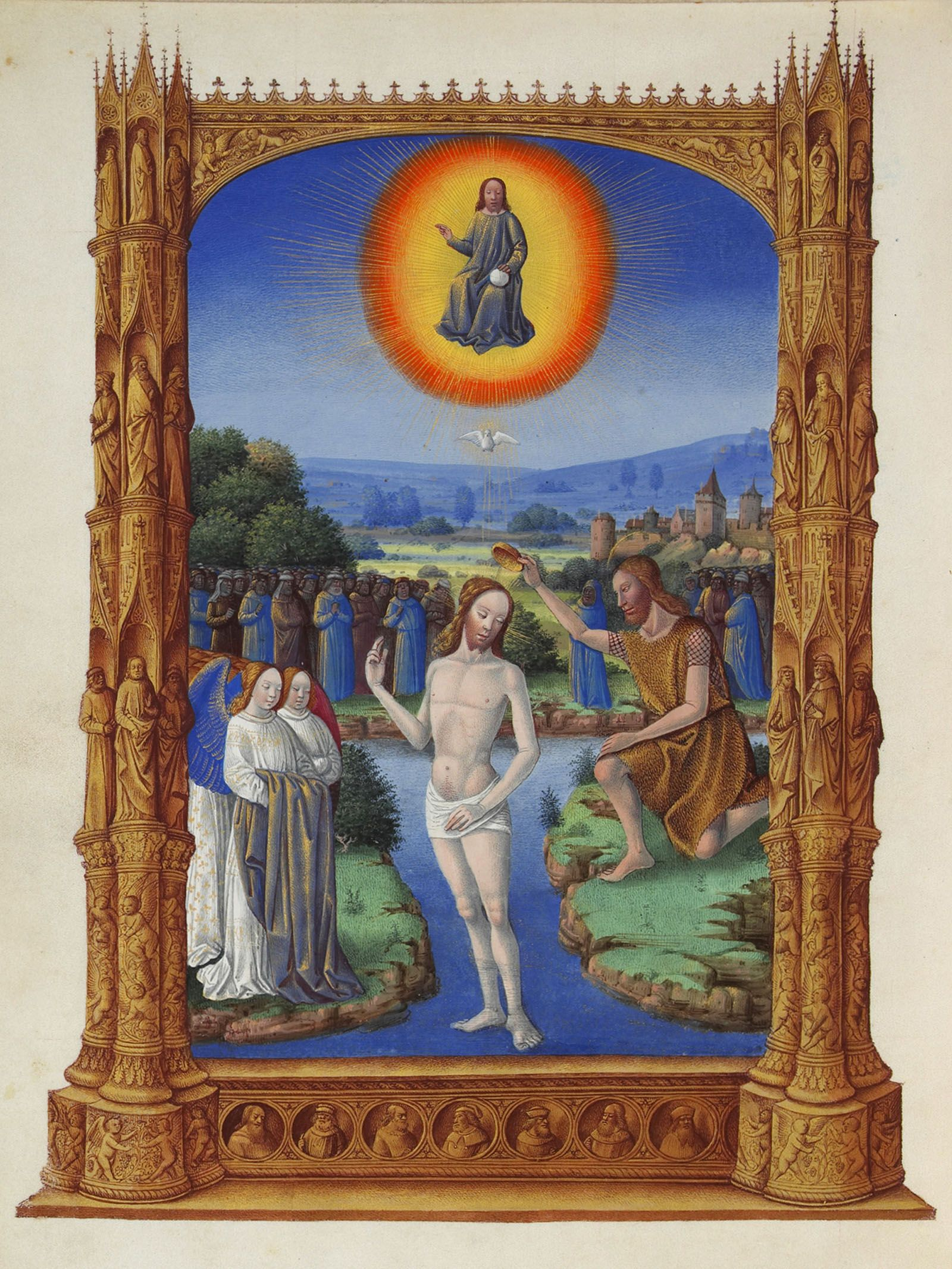
Jean Colombe, Bautismo de Cristo (1485), Museo Condé

#### Sucesión Apostólica

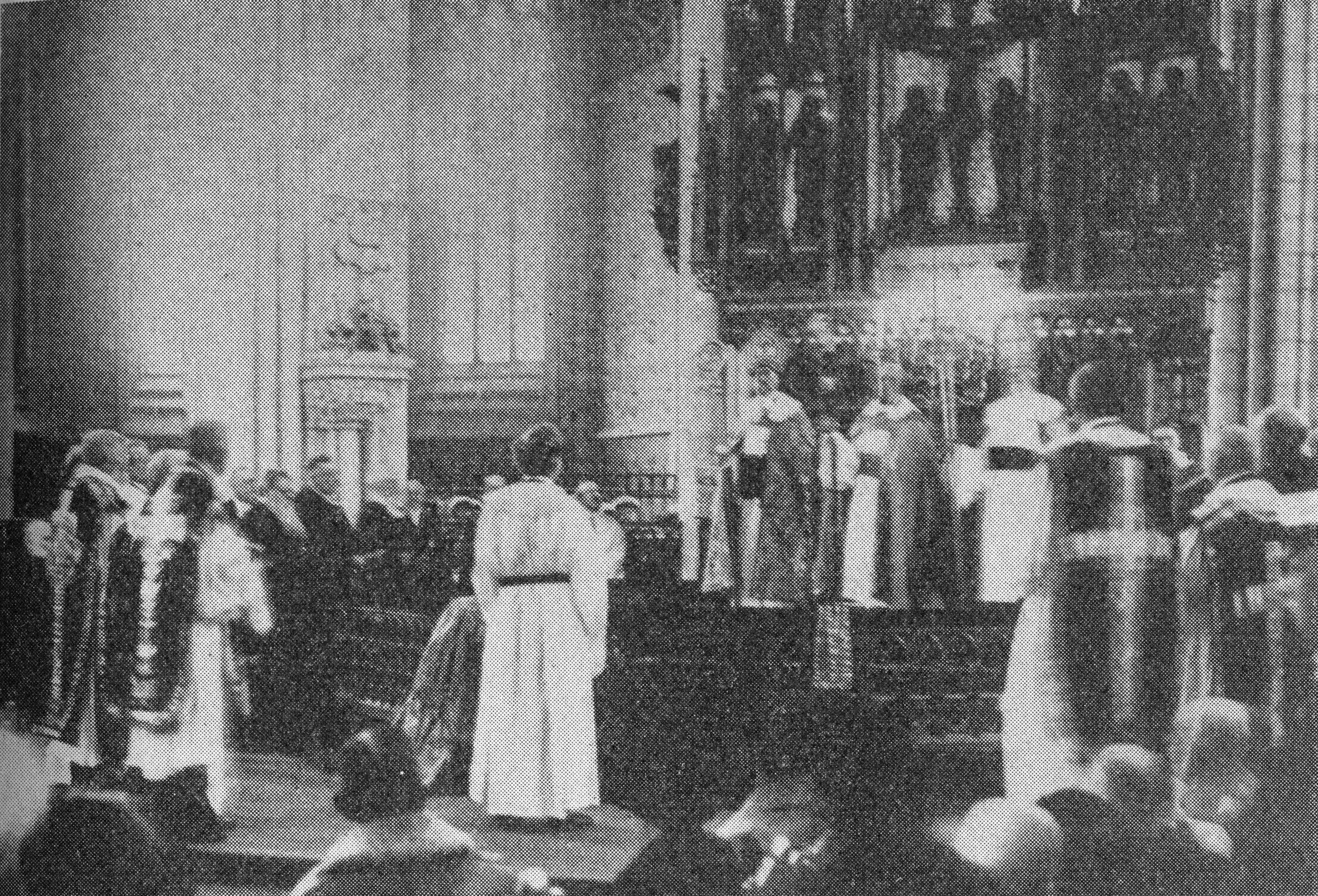
Nathan Söderblom es ordenado arzobispo de la Iglesia de Suecia en 1914. A pesar de que los luteranos suecos pueden presumir de una línea ininterrumpida de ordenaciones con anterioridad a la Reforma, los obispos de Roma hoy no reconocen tales ordenaciones como válidas debido al hecho de que ocurrieron sin autorización de la Santa Sede.

## Crítica histórica y eclesiológica

Principales orientaciones protestantes y sus relaciones entre sí. Sin embargo, la historia real de las influencias es más complicada debido a la influencia de los nicodemitas. Por ejemplo, en las zonas donde el calvinismo declarado estaba prohibido, los cripto-calvinistas continuaron ejerciendo influencia dentro de las Iglesias luteranas. Además, posteriores movimientos cruzados, como el Pietismo, el Racionalismo, y el Movimiento carismático complican la historia de las tradiciones protestantes. En este gráfico no se muestra el cripto-protestantismo.